# Knappenverein
Ein Knappenverein, auch Bergmannsverein oder Bergarbeiterverein genannt, ist ein privater Zusammenschluss mehrerer Bergleute eines Bergwerks oder eines Bergreviers zu einem Verein, welcher der Kameradschaftspflege und der Pflege bergmännischer Traditionen dient. Sämtliche Knappenvereine einer Bergbauregion sind in der Regel dem Landesverband des jeweiligen Bundeslandes angegliedert. Sämtliche Knappenvereine Deutschlands sind unter dem Dachverband Bund Deutscher Bergmanns-, Hütten- und Knappenvereine e. V. zusammengeschlossen. Die Knappenvereine der jeweiligen Länder sind im Europäischen Hütten und Knappenverein vereint.

## Grundlagen
Bergleute hatten schon früh eine hohe Auffassung von ihrem Beruf. Das spiegelt sich auch in ihrer bergbautypischen Sprache wider, die sich über mehrere Jahrhunderte in den jeweiligen Bergbauregionen entwickelte und heute noch gesprochen wird. Der wohl bekannteste und vermutlich auch der älteste Begriff der Bergmannssprache ist im deutschsprachigen Raum der Bergmannsgruß Glückauf, mit dem sich die Bergleute gegenseitig Glück bei ihrer Arbeit wünschen. Da der Beruf des Bergmanns mit besonderen Gefahren verbunden war, entwickelte sich im Laufe der Jahre auch eine eigene dem Beruf in Farbe und Form angepasste Berufstracht, die der Bergmann nicht nur während der Arbeit unter Tage, sondern ebenso auf dem Weg zur Arbeit trug. Die Gefahren für die Bergleute stiegen mit stärker werdendem Leistungsdruck an. Um trotz der Gefahren genügend Bergleute zu finden, um die von den jeweiligen Landesfürsten benötigten Edelmetalle zu gewinnen, wurden die Bergleute mit besonderen Privilegien, wie zum Beispiel einer maximalen Schichtdauer von acht Stunden, ausgestattet. Die Bergleute besaßen bereits im 18. Jahrhundert eine Sonderstellung in der sozialen Absicherung, die sonst keine Arbeitsgruppe hatte.

## Kameradschaft
Wegen der großen Gefahren in den Bergwerken, insbesondere bei der untertägigen Arbeit, entwickelten die Bergleuten sehr bald ein großes Zusammengehörigkeitsgefühl. Dies spiegelt sich oftmals in der Hilfsbereitschaft und der Aufopferung der Bergleute untereinander und ihrem zum Teil patriotischen Zusammenhalt wider. Dieser Zusammenhalt innerhalb der Bergleute ist stets zu erkennen, wenn es darum geht, einen Kameraden aus einer Gefahr zu retten. Der bei den Bergleuten besonders ausgeprägte Sinn für Zusammenhalt und Solidarität führte schon in frühen Jahren zu sozialen Einrichtungen wie der Büchsenkasse.

## Brauchtum und Traditionen
Das bergmännische Brauchtum – je nach Bergbauregion sehr unterschiedlich – ist bis in die Gegenwart selbst in Gegenden erhalten geblieben, in denen es keinen aktiven Bergbau mehr gibt. Mit der Vielfältigkeit des bergmännischen Brauchtums drückt der Bergmann seine gesamte Gefühlswelt aus. Hierdurch spiegelt sich auch der starke Bezug des Bergmanns zu den unterschiedlichen Bergbauberufen wider. Ein nach außen hin sichtbares Zeichen war neben dem Tragen des Bergmannskittels zu Festlichkeiten auch das Mitführen des Gezähes. An die Stelle des gewöhnlichen Gezähes trat später der Berghäckel. Ihre Verbundenheit mit der Religion führte zur Verehrung besonderer Bergbauheiliger wie der heiligen Barbara. So hatten die Bergleute in einigen Bergbauregionen spezielle Gottesdienste wie beispielsweise die Mettenschicht. Bergleute hatten auch eigene Bergmannslieder, die sogenannten Bergreihen. Sehr oft wurde in diesen Liedern der Bergmannsgruß Glückauf in verschiedener Art und Weise besungen. In einigen Bergbauregionen war es üblich, dass ein Berglehrling nach bestandener Knappenprüfung den sogenannten Ledersprung machen musste, um als Knappe in die Gemeinschaft aufgenommen zu werden.

## Geschichte der Knappenvereine
Erste Verbindungen von Bergleuten gab es bereits vor dem 19. Jahrhundert. In der Mitte des 19. Jahrhunderts wurde im Bergbau das bis dahin geltende Direktionsprinzip durch verschiedene Gesetzesänderungen und neue Gesetze wie zum Beispiel das Allgemeine Preußische Berggesetz abgelöst und durch das Inspektionsprinzip ersetzt. Für die Bergleute bedeutete das den Verlust sämtlicher bis dahin erworbenen Privilegien. Aus dem Bergknappen wurde nun der Bergarbeiter. Als solcher war er von nun an den freien Kräften des Marktes ausgeliefert. In den 1850er Jahren wurden die ersten bergmännischen Vereine von kirchlicher Seite gegründet. In den 1860er Jahren entstanden insbesondere in den Industrieregionen etwa 100 neue Arbeitervereine. Im Laufe dieser Jahre wurden auch vermehrt Bergarbeitervereine gegründet. Die Knappenvereine waren für die Bergleute die einzige Möglichkeit, sich zu organisieren, da von staatlicher Seite andere Bergarbeiterorganisationen nicht genehmigt wurden, was letztlich zum ersten Bergarbeiterstreik von 1872 führte. Bis in die 1890er Jahre wurden auch im Ruhrgebiet mehrere hundert neue Knappenvereine gegründet. Während des Nationalsozialismus wurde das bergmännische Brauchtum vom Naziregime für seine Zwecke missbraucht. Fast alle Knappenvereine wurden während der NS-Zeit direkt oder indirekt verboten. Heute gibt es in vielen aktiven und ehemaligen Bergbauregionen wieder aktive Knappenvereine.

## Vereinsleben
Jeder Knappenverein entsteht durch eine Gründungsversammlung, in der die Mitglieder sich versammeln, um den Vereinsvorstand zu wählen. Die Anzahl der Mitglieder eines jeden Knappenvereins ist je nach Region unterschiedlich groß. Jedes Vereinsmitglied muss einen monatlichen Mitgliedsbeitrag zahlen. Die Vereinsgründung jedes mit einem eigenen Vereinsnamen versehenen Knappenvereins erfolgt mit dem Zweck der Kameradschafts- und Brauchtumspflege. Dabei ist es den Mitgliedern ein Anliegen, ihren Berufsstand als Knappen zu achten. Das wird durch besondere Feste auch nach außen hin gezeigt. Mehrmals im Jahr finden in einigen Bergbauregionen Bergparaden statt, an denen oftmals auch mehrere Knappenvereine teilnehmen. Wichtiges Symbol jedes Knappenvereins ist dabei die eigene Vereinsfahne. Neben diesen Paraden finden regelmäßige Zusammenkünfte der Vereinsmitglieder sowie Jahrestreffen der Knappenvereine eines Landesverbandes statt. Weitere Brauchtumspflege sind die Barbarafeier, die auch von vielen Bergbaubetrieben zwecks Selbstinszenierung gefeiert wird, und die Mettenschicht. Ein besonderes Zeichen der Kameradschaftspflege ist die Begleitung eines verstorbenen Bergmanns zur letzten Ruhestätte, wo der Sarg des Verstorbenen von einer Abordnung des jeweiligen Knappenvereins getragen wird.